# Lenoncourt
Lenoncourt és un municipi francès situat al departament de Meurthe i Mosel·la i a la regió del Gran Est. L'any 2007 tenia 560 habitants.

## Demografia

### Població
El 2007 la població de fet de Lenoncourt era de 560 persones. Hi havia 202 famílies, de les quals 42 eren unipersonals (19 homes vivint sols i 23 dones vivint soles), 51 parelles sense fills, 97 parelles amb fills i 12 famílies monoparentals amb fills.
La població ha evolucionat segons el següent gràfic:
Habitants censats

### Habitatges
El 2007 hi havia 220 habitatges, 207 eren l'habitatge principal de la família, 1 era una segona residència i 12 estaven desocupats. 209 eren cases i 11 eren apartaments. Dels 207 habitatges principals, 186 estaven ocupats pels seus propietaris, 18 estaven llogats i ocupats pels llogaters i 4 estaven cedits a títol gratuït; 1 tenia una cambra, 1 en tenia dues, 15 en tenien tres, 53 en tenien quatre i 138 en tenien cinc o més. 169 habitatges disposaven pel capbaix d'una plaça de pàrquing. A 86 habitatges hi havia un automòbil i a 110 n'hi havia dos o més.

### Piràmide de població
La piràmide de població per edats i sexe el 2009 era:
| Homes | Edats   | Dones |
| ----- | ------- | ----- |
| 0     | 95 o +  | 0     |
| 0     | 90 a 94 | 4     |
| 4     | 85 a 89 | 4     |
| 0     | 80 a 84 | 4     |
| 16    | 75 a 79 | 4     |
| 0     | 70 a 74 | 4     |
| 0     | 65 a 69 | 8     |
| 12    | 60 a 64 | 4     |
| 4     | 55 a 59 | 4     |
| 20    | 50 a 54 | 8     |
| 16    | 45 a 49 | 12    |
| 32    | 40 a 44 | 24    |
| 16    | 35 a 39 | 8     |
| 16    | 30 a 34 | 24    |
| 8     | 25 a 29 | 8     |
| 8     | 20 a 24 | 12    |
| 20    | 15 a 19 | 12    |
| 0     | 10 a 14 | 28    |
| 8     | 5 a 9   | 12    |
| 12    | 0 a 4   | 8     |

### Habitatges
El 2007 hi havia 220 habitatges, 207 eren l'habitatge principal de la família, 1 era una segona residència i 12 estaven desocupats. 209 eren cases i 11 eren apartaments. Dels 207 habitatges principals, 186 estaven ocupats pels seus propietaris, 18 estaven llogats i ocupats pels llogaters i 4 estaven cedits a títol gratuït; 1 tenia una cambra, 1 en tenia dues, 15 en tenien tres, 53 en tenien quatre i 138 en tenien cinc o més. 169 habitatges disposaven pel capbaix d'una plaça de pàrquing. A 86 habitatges hi havia un automòbil i a 110 n'hi havia dos o més.

## Economia
El 2007 la població en edat de treballar era de 389 persones, 295 eren actives i 94 eren inactives. De les 295 persones actives 279 estaven ocupades (150 homes i 129 dones) i 17 estaven aturades (9 homes i 8 dones). De les 94 persones inactives 19 estaven jubilades, 44 estaven estudiant i 31 estaven classificades com a «altres inactius».

### Ingressos
El 2009 a Lenoncourt hi havia 214 unitats fiscals que integraven 589,5 persones, la mediana anual d'ingressos fiscals per persona era de 20.377 €.

### Activitats econòmiques
Dels 14 establiments que hi havia el 2007, 1 era d'una empresa alimentària, 3 d'empreses de construcció, 3 d'empreses de comerç i reparació d'automòbils, 2 d'empreses de transport, 1 d'una empresa d'hostatgeria i restauració, 1 d'una empresa d'informació i comunicació, 1 d'una empresa financera, 1 d'una empresa immobiliària i 1 d'una empresa de serveis.
Dels 4 establiments de servei als particulars que hi havia el 2009, 1 era un paleta, 1 lampisteria, 1 electricista i 1 agència immobiliària.
L'any 2000 a Lenoncourt hi havia 13 explotacions agrícoles que ocupaven un total de 630 hectàrees.

## Equipaments sanitaris i escolars
El 2009 hi havia una escola elemental integrada dins d'un grup escolar amb les comunes properes formant una escola dispersa.

## Poblacions més properes
El següent diagrama mostra les poblacions més properes.